# Heil dir im Siegerkranz

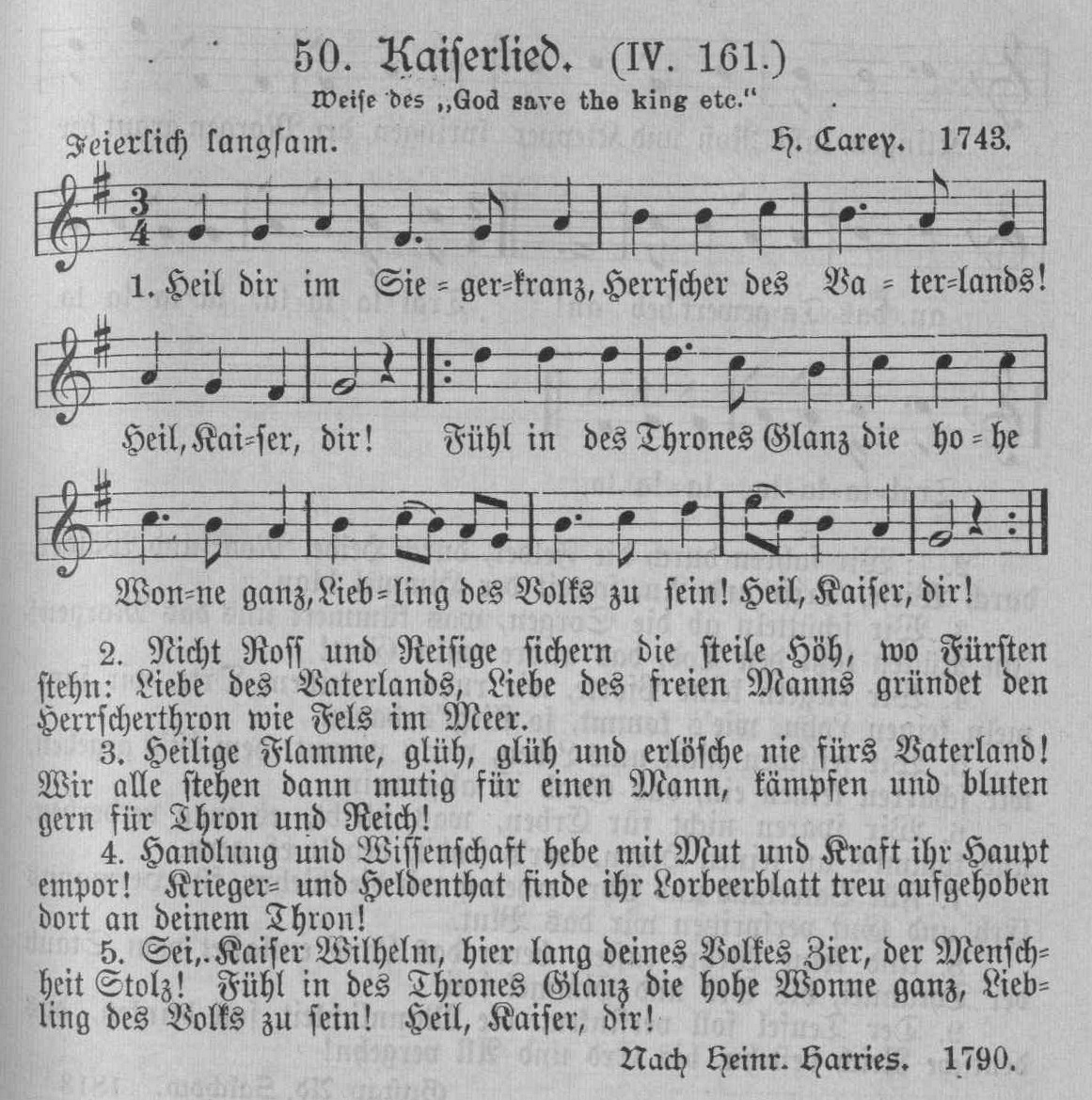
Heil dir im Siegerkranz. Textfassung bei Friedrich Silcher und Friedrich Erk in Schauenburgs Allgemeinem Deutschen Kommersbuch, um 1900

Das Lied Heil dir im Siegerkranz war seit 1795 die preußische Volkshymne. Nach der Gründung des  Deutschen Kaiserreiches 1871 wurde das Lied zur Kaiserhymne. Sie erklang bei patriotischen Gelegenheiten mit Bezug zum Kaiser, wie Thronjubiläen und Geburts- und Todestagen, gewöhnlich aber auch zu Anlässen wie dem Sedantag und zu den Reichsgründungsfeiern. Eine Nationalhymne im heutigen Sinne war es nicht, was insbesondere auf den bundesstaatlichen Aufbau des Deutschen Reichs zurückzuführen war. Vielmehr war es eines unter mehreren inoffiziellen oder halboffiziellen, zu derartigen Anlässen angestimmten Liedern wie beispielsweise auch der Wacht am Rhein. Insbesondere die süddeutschen Staaten standen dem Lied skeptisch gegenüber.

## Entstehung und Geschichte

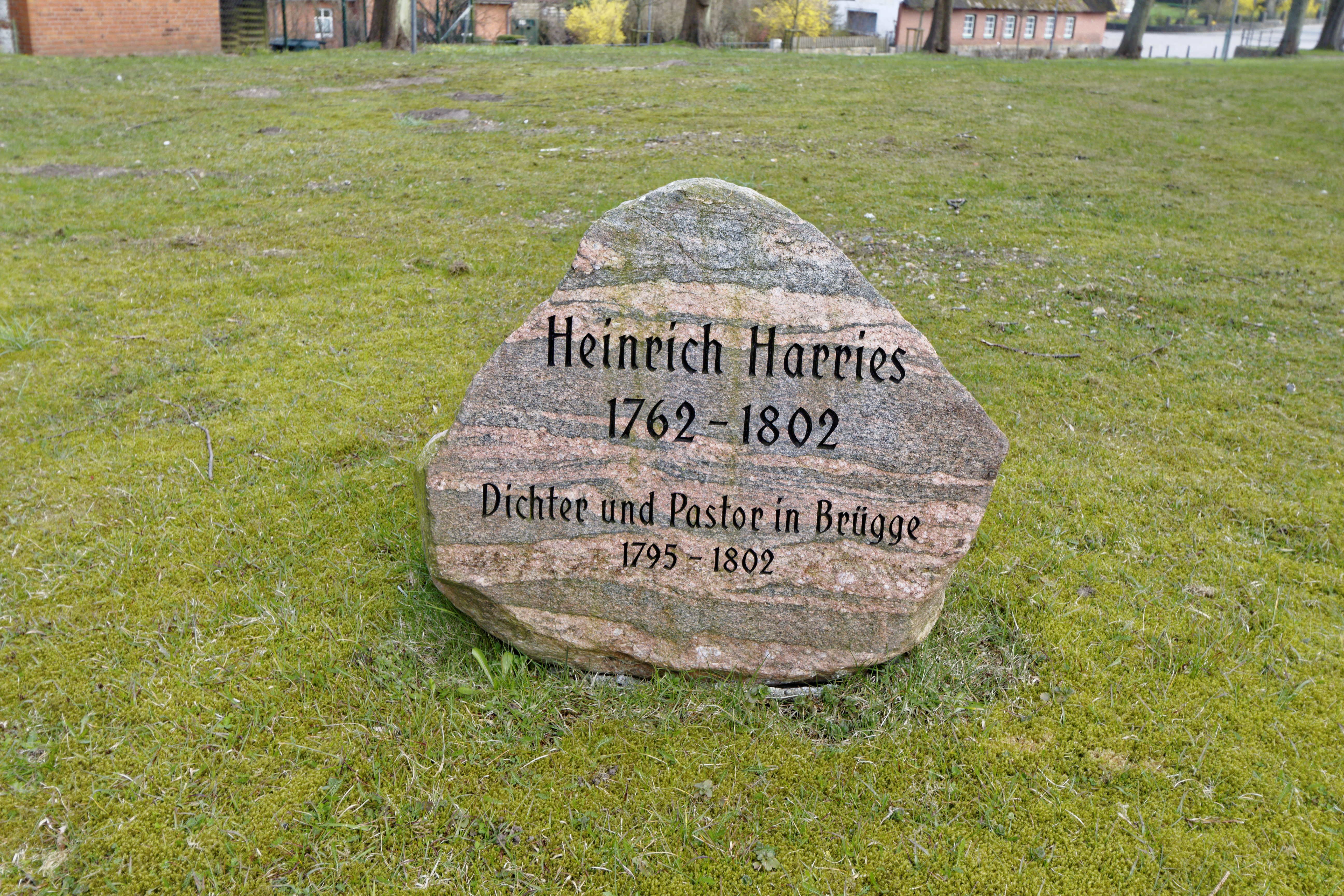
Gedenkstein für den Dichter, Friedhof Brügge (Holstein)

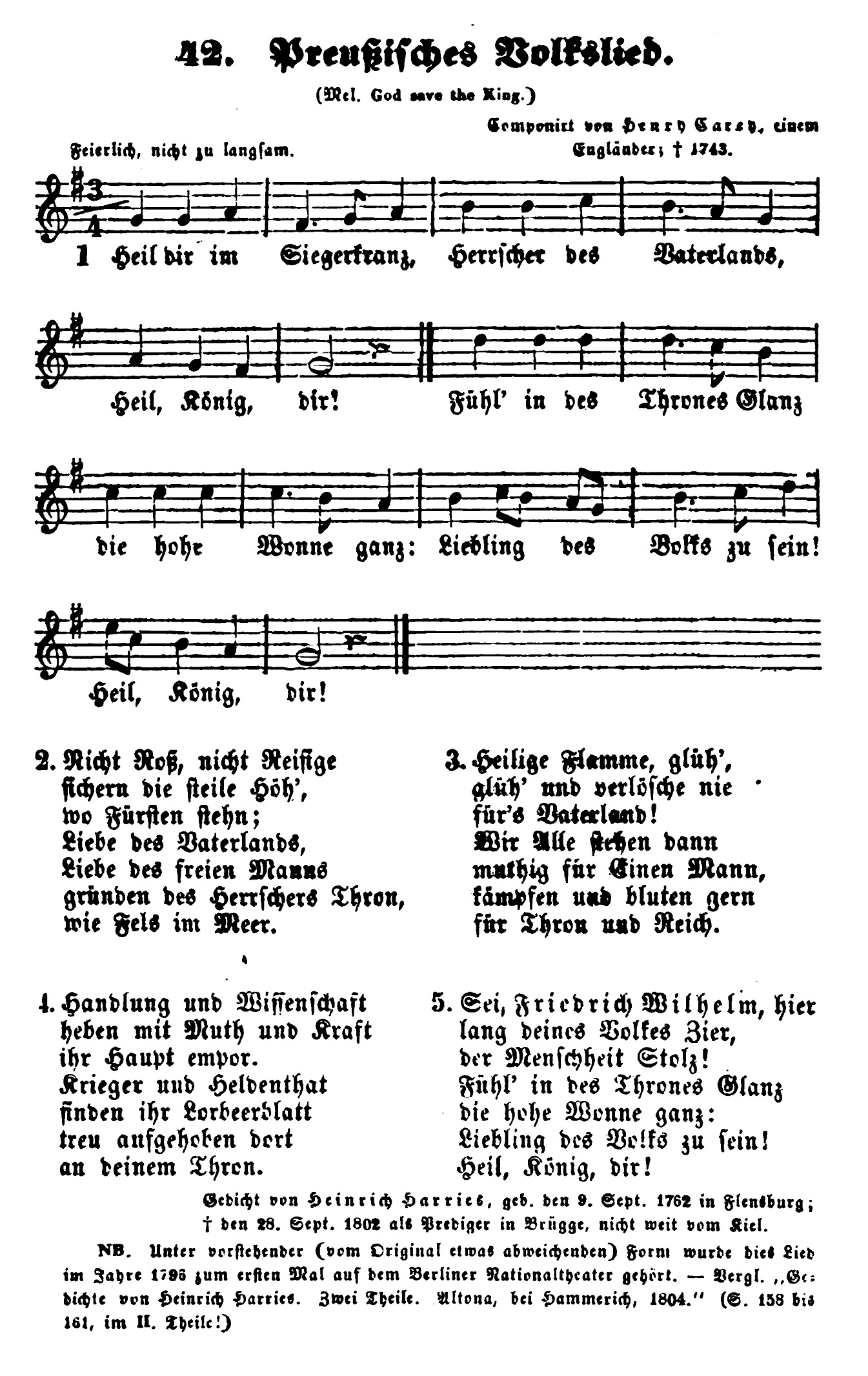
Heil dir im Siegerkranz als „preußisches Volkslied“ in Die deutschen Volkslieder mit ihren Singweisen, viertes Heft, 1843, mit Kommentar von Irmer/Erk

Die Urfassung des Liedes stammt von dem Pfarramtskandidaten Heinrich Harries, der sie in dem von ihm gegründeten und redigierten Flensburger Wochenblatt für Jedermann am 27. Januar 1790 unter dem Titel Lied für den dänischen Untertan, an seines Königs Geburtstags zu singen in der Melodie des englischen Volksliedes ,God save George the King‘ anlässlich des Geburtstags König Christians VII. veröffentlicht hatte. Sie begann mit den Worten: „Heil dir, dem liebenden Herrscher des Vaterlands! Heil, Christian, dir!“
In einer auf Preußens König Friedrich Wilhelm II. umgedichteten Fassung von Balthasar Gerhard Schumacher erschien es am 17. Dezember 1793 als Berliner Volksgesang in den Berlinischen Nachrichten von Staats- und gelehrten Sachen (kurz als Spenersche Zeitung bekannt) mit dem Untertitel „God Save the King“, womit auch hier die Melodie angegeben war. Das bald populäre Lied erlangte staatsoffiziellen Charakter, nachdem es im Königlichen Nationaltheater in Gegenwart des Königs am 25. Mai 1795 gespielt worden war. 
Im ganzen 19. Jahrhundert war es nur eine von zahlreichen deutschen Fürsten- und Landeshymnen nach der Melodie der britischen Königshymne.

### Melodie
Während des Ersten Weltkriegs veranlasste der Umstand, dass es seine Melodie mit der britischen Königshymne und vielen anderen Hymnen teilte, den Berliner Komponisten Hugo Kaun zusammen mit dem Verleger, Kommerzienrat und Reichstagsabgeordneten Julius Heinrich Zimmermann zu dem Versuch, eine neue Melodie auf Heil dir im Siegerkranz einzuführen.
God Save the King stellt einen Urtyp der Monarchen gewidmeten feierlichen patriotischen Lieder dar, weshalb auch andere Fürstenhymnen zu dieser Melodie gesungen wurden, wie im Kaiserreich Russland von 1816 bis 1833 Molitwa Russkich oder im Königreich Bayern die Hymne Heil unserm König, Heil! und noch werden, so die liechtensteinische Hymne Oben am jungen Rhein. Von Fürstenhymnen abgesehen hatten auch Nationalhymnen wie die frühere Schweizer Hymne Heil Dir Helvetia und das US-amerikanische Repräsentationslied My Country, ’Tis of Thee dieselbe Melodie.

### Text
Heinrich Harries war ein Anhänger der Aufklärung. Seine Liebe zu Dänemark und zum Dänenkönig gründete in der Überzeugung, dass Freiheit, Recht und Wohlstand nirgends in Europa einen Stand erreicht hätten wie im Herrschaftsgebiet der dänischen Krone unter Christians VII., und dass die Forderungen der beginnenden und von ihm begrüßten Französischen Revolution dort bereits weitgehend erfüllt seien. Dazu gehörten 1788 die Aufhebung des „Schollenbandes“ – der Bindung der leibeigenen Bauern an das Land ihres Grundherrn –, die Pressefreiheit und die Freiheit des Handels. Diese Einstellung spiegelt sich besonders in seiner zweiten Strophe wider, die – leicht verändert – bis 1918 zum Grundbestand von Heil dir im Siegerkranz gehörte. Nach Franz Magnus Böhme (1895) kommt hier „zum erstenmal in deutscher Dichtung die seit der franz. Revolution sich geltend gemachte Anschauung zum Ausdruck […], daß dem Fürsten gegenüber das Volk eine gewisse Bedeutung hat: ,Nicht Roß und Reisige sichern die steile Höh: Liebe des freien Manns gründet den Herrscherthron.‘“
Der ins Lied von Schumacher eingefügte „Siegerkranz“ bezog sich auf das Hinausdrängen des französischen Revolutionsheers aus Pfalz und Rheinland und Pfalz im ersten Koalitionskrieg durch die – von Friedrich Wilhelm II. geführte – Armee Preußens. Nach der Reichsgründung, die dem preußischen König den Titel Deutscher Kaiser einbrachte, ersetzte auch im Text der „Kaiser“ den „König“.

## Liedtext
Die folgende Textfassung veröffentlichten Friedrich Silcher und Friedrich Erk in Schauenburgs Allgemeinem Deutschen Kommersbuch.
1.
Heil dir im Siegerkranz,
Herrscher des Vaterlands!
Heil, Kaiser, dir!
Fühl in des Thrones Glanz
die hohe Wonne ganz,
Liebling des Volks zu sein!
Heil, Kaiser, dir!
2.
Nicht Ross und Reisige
sichern die steile Höh,
wo Fürsten stehn:
Liebe des Vaterlands,
Liebe des freien Manns
gründet den Herrscherthron
wie Fels im Meer.
3.
Heilige Flamme, glüh,
glüh und erlösche nie
fürs Vaterland!
Wir alle stehen dann
mutig für einen Mann,
kämpfen und bluten gern
für Thron und Reich!
4.
Handlung und Wissenschaft
hebe mit Mut und Kraft
ihr Haupt empor!
Krieger- und Heldenthat
finde ihr Lorbeerblatt
treu aufgehoben dort
an deinem Thron!
5.
Sei, Kaiser Wilhelm, hier
lang deines Volkes Zier,
der Menschheit Stolz!
Fühl in des Thrones Glanz
die hohe Wonne ganz,
Liebling des Volks zu sein!
Heil, Kaiser, dir!

## Umdichtungen, Nachdichtungen, Parodien
Wegen der eingängigen und weit verbreiteten Melodie kam es in deutschen Königs- und Fürstentümern zu zahlreichen Nachdichtungen, so in Bayern (Heil unserem König, Heil, lang leben sei sein Teil), in Württemberg (Heil unserm König, Heil. Heil, unserm Fürsten, Heil), in Sachsen (Den König segne Gott) und in Baden (Heil du mein Badnerland). Emanuel Geibel dichtete nationale Verse auf Deutschland (Heil dir im Eichenkranz).
Seine Parodie auf das Huldigungslied vom Schöpfer des Struwwelpeter, Heinrich Hoffmann, in seinem Bilderbuch König Nußknacker und der arme Reinhold (1851) führte zum zeitweiligen Verbot durch die preußische Justiz – vermutlich wegen Verdachts auf Majestätsbeleidigung:
Heil Dir, Du Knusperhanns!

Hölzern in Pracht und Glanz!

Heil, Knacker, Dir!

Beißen, wie Du, wer kann’s?

Nüsse des Vaterlands

Lässt Du gewiss nicht ganz.

Heil Knacker, Dir!
Gegen absolutistische Herrscher und Arbeitsfron zum Hungerlohn hatten bereits 1825 Karl und Adolf Ludwig Follen das Lied nach einem irischen Freiheitslied umgedichtet:
Brüder, so kann’s nicht gehn

Lasst uns zusammen stehn

Duldet’s nicht mehr!

Freiheit, dein Baum fault ab

Jeder am Bettelstab

Beißt bald ins Hungergrab

Volk ans Gewehr!

Dann wird’s, dann bleibt’s nur gut

wann du an Gut und Blut

Wagst Blut und Gut.

Wann du Bogen und Axt,

Schlachtbeil und Sense packst,

Zwingherrn den Kopf zerhackst

Brenn, alter Mut!

Bruder in Gold und Seid’,

Bruder im Bauernkleid,

Reicht euch die Hand!

Allen ruft Teutschland’s Not

Allen des Herrn Gebot:

Schlagt eure Plager tot

Rettet das Land!
In Anspielung auf die rege Reisetätigkeit Kaiser Wilhelms II. – vor allem in seinem Hofzug – wird die Spottversion Heil Dir im Sonderzug … kolportiert.
Von den im Ersten Weltkrieg aus Kriegsmüdigkeit und Unzufriedenheit mit den Widrigkeiten an der Front entstandenen Parodien auf populäre Lieder sei hier folgendes Beispiel angeführt:
Heil dir im Siegerkranz!

Kartoffeln mit Heringsschwanz.

Heil Kaiser dir!

Friss in des Thrones Glanz

Die fette Weihnachtsgans

Uns bleibt der Heringsschwanz

In Packpapier.
Auf einer Postkarte aus der Zeit der Weimarer Republik findet sich eine weitere Parodie, die gegen den ersten Reichspräsidenten Friedrich Ebert gerichtet war und so die erste deutsche Republik verächtlich machen sollte.
Heil dir am Badestrand

Herrscher im Vaterland

Heil, Ebert, dir!

Du hast die Badebüx,

sonst hast du weiter nix

als deines Leibes Zier.

Heil, Ebert, dir!